# Gollania flagellata
Gollania flagellata là một loài Rêu trong họ Hypnaceae. Loài này được M. Higuchi mô tả khoa học đầu tiên năm 2011.